# Caça ao Leão de Assurbanípal

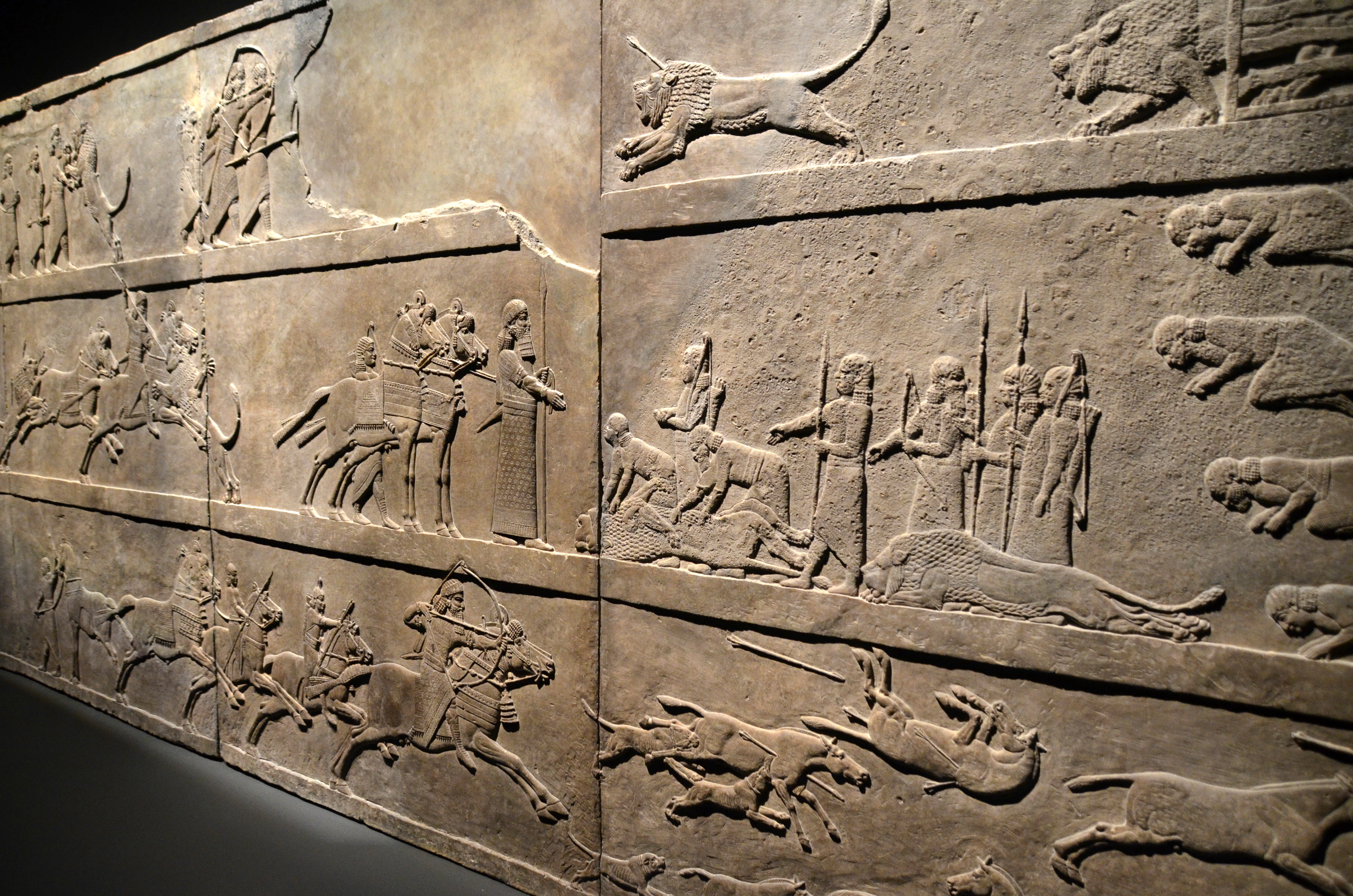
Relevo da caça ao leão de Assurbanípal, Museu Britânico

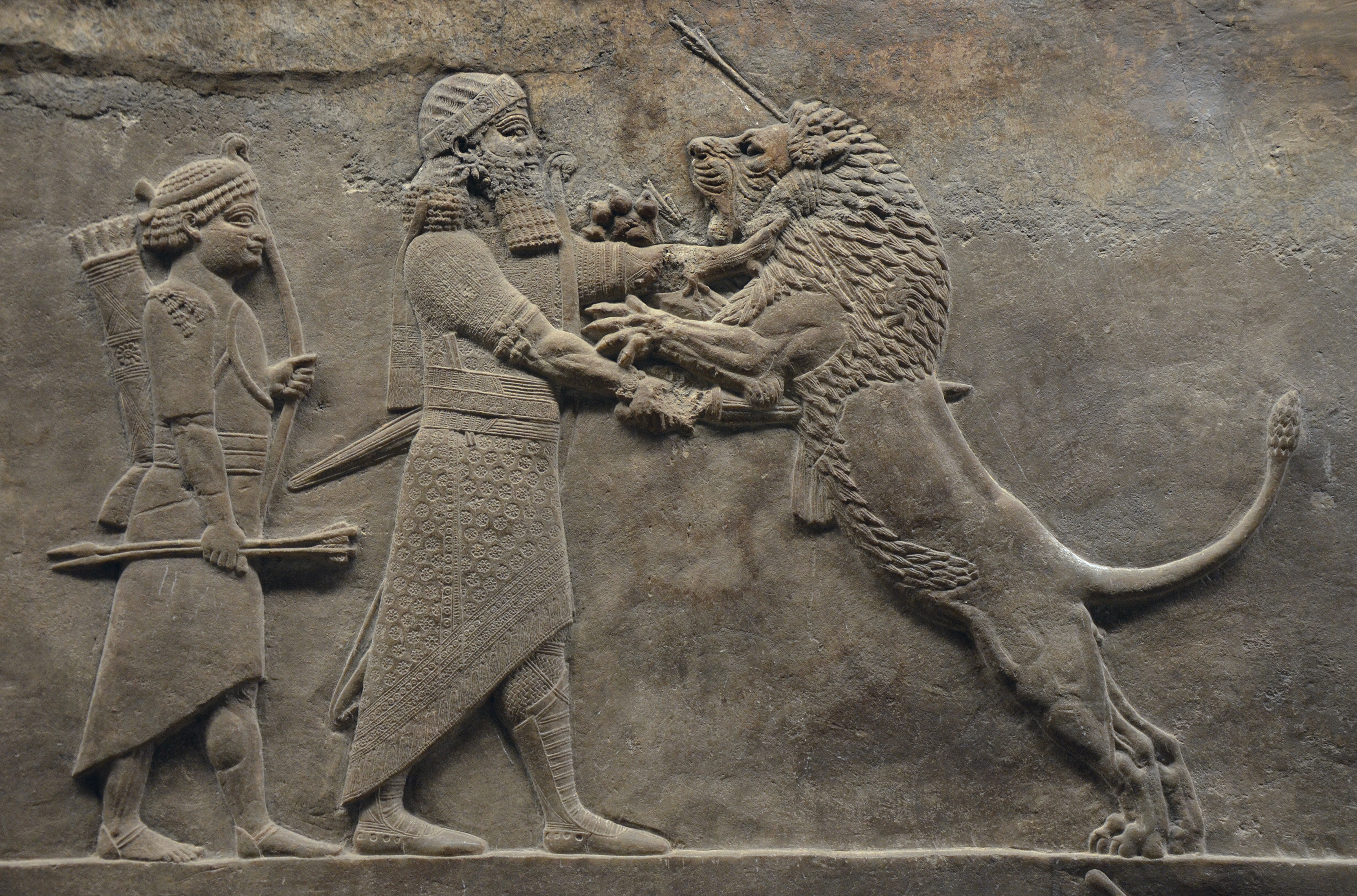
Relevo com Assurbanípal matando um leão, c. 645–

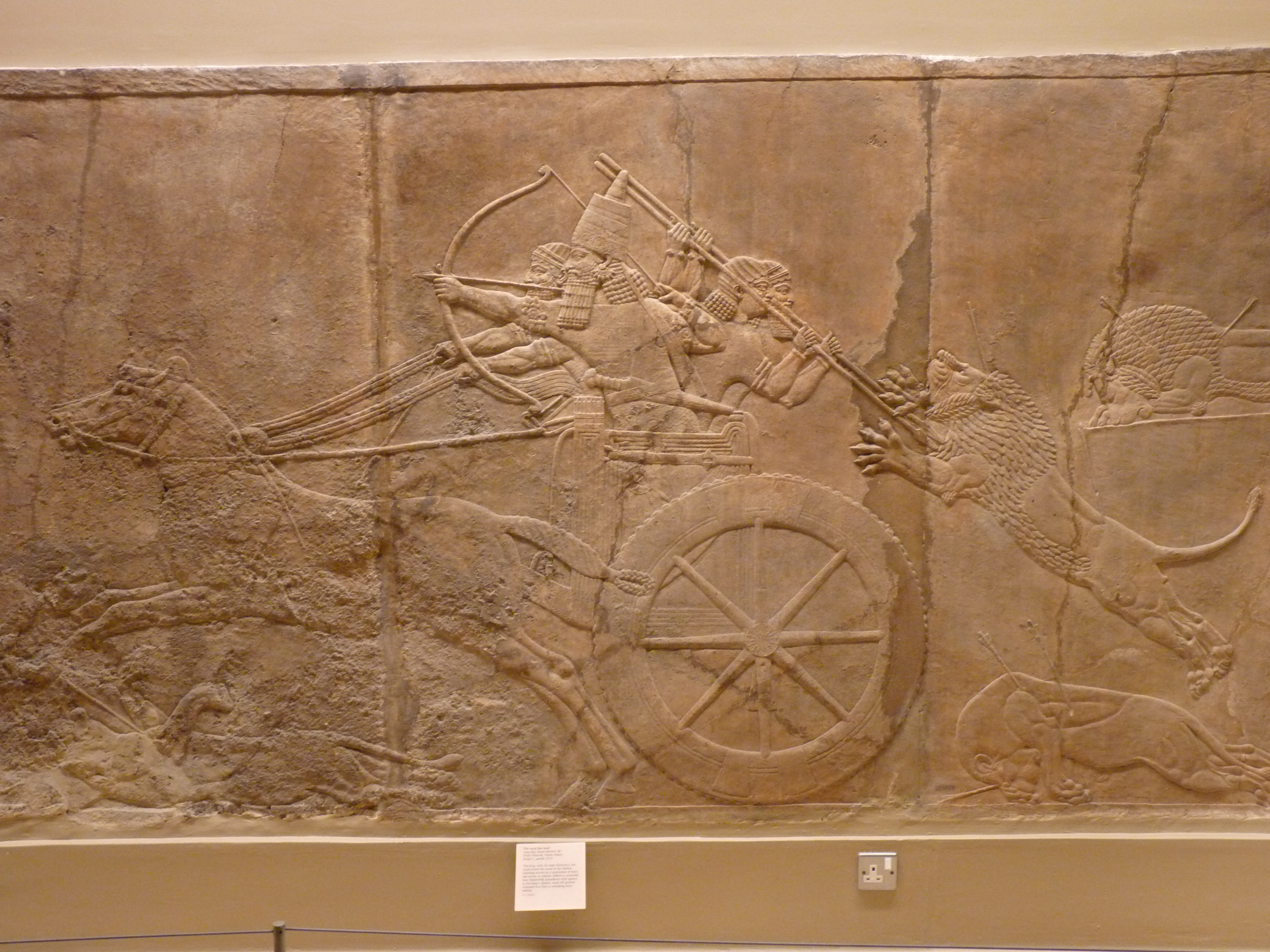
O rei atira flechas de sua carruagem, enquanto caçadores afastam um leão atrás

A caça real ao leão de Assurbanípal é uma obra famosa de arte assíria em baixo-relevo demonstrada num famoso grupo de relevos do palácio assírio do Palácio do Norte de Nínive, que agora são exibidos na sala 10a do Museu Britânico. Eles são amplamente considerados como "as obras-primas supremas da arte assíria" e mostram um ritual de "caçada" formalizado pelo rei Assurbanípal (r. 669–631 a.C.) em uma arena, onde leões asiáticos capturados foram libertados de jaulas para o rei matar com flechas, lanças ou sua espada. Foram feitos por volta de 645–635 a.C. e originalmente formavam diferentes sequências colocadas ao redor do palácio. Provavelmente teriam sido originalmente pintados e faziam parte de uma decoração geral de cores vivas.
As lajes ou ortóstatos do Palácio Norte foram escavadas por Hormuzd Rassam em 1852–54, e William Loftus em 1854–55 e a maioria foi enviada de volta ao Museu Britânico, onde se tornaram as favoritas do público em geral e historiadores da arte desde então. O realismo dos leões sempre foi elogiado, embora a empatia que os espectadores modernos tendem a sentir talvez não faça parte da resposta assíria. As figuras humanas são vistas principalmente em poses formais de perfil, especialmente o rei em suas várias aparições, mas os leões estão em uma grande variedade de poses, vivos, moribundos e mortos.
As esculturas vêm do final do período de cerca de 250 anos em que os relevos do palácio assírio foram feitos, e mostram o estilo em sua forma mais desenvolvida e melhor, antes do declínio se estabelecer. O reinado terminou o Império Neoassírio mergulhou em um período de guerra civil mal registrada entre seus descendentes, generais e partes rebeldes do império. Por volta de 612 a.C., talvez apenas 25 anos depois de terem sido feitas, o império desmoronou e Nínive foi saqueada e queimada.

## Caça assíria ao leão

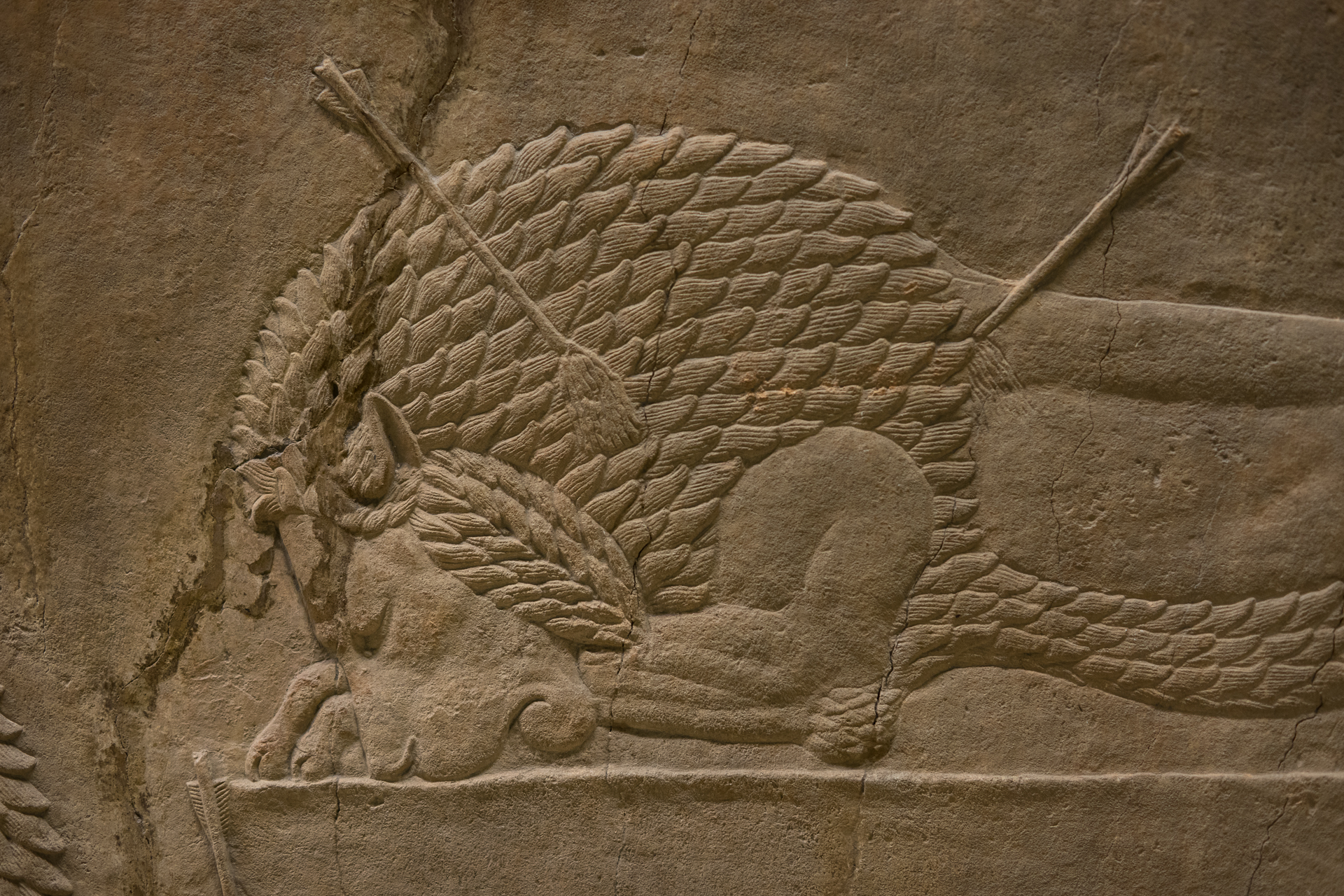
Detalhe do leão morto

Por mais de um milênio antes desses relevos, parece que a matança de leões era reservada na Mesopotâmia para a realeza, e os reis eram frequentemente mostrados na arte fazendo isso. Uma carta sobrevivente em uma tabuleta de argila registra que, quando um leão entrava em uma casa nas províncias, tinha de ser preso e levado de barco até o rei. Pode ter havido uma dimensão religiosa na atividade, sugerida pelo relevo em que Assurbanípal derrama uma libação sobre os corpos coletados de leões mortos, talvez com intenção apotropaica. 
No geral, esta "caçada ao leão real" foi concebida como as venationes sucessivas da Roma Antiga: em um espaço artificial, uma arena, foi simulada a caçada que na verdade foi conduzida como uma tourada. Os leões enjaulados foram soltos em um espaço limitado por soldados assírios equipados com escudos altos e lanças que agiam como guardiões e batedores ao mesmo tempo. Os relevos também mostram alguns mordomos com mastins à rede para melhor controle das feiras. Os leões foram conduzidos ao encontro do rei e seus ajudantes (soldados totalmente armados com espadas, arcos e lanças) e devidamente enfraquecidos. Na prática, a matança do leão poderia ocorrer de três maneiras, como bem exemplificado nos relevos de Assurbanipal: com arco e flecha, com lança ou com espada. Nos dois primeiros casos, o caçador era montado: a cavalo ou em carro de guerra. O uso de flechas não poderia ser decisivo: os relevos mostram claramente leões que, embora espetados por flechas, atacam o rei e são afastados por guardas armados com lanças. O leão-asiático, que hoje sobrevive apenas em uma pequena população na Índia, é geralmente menor que a variedade africana, e registros muito posteriores mostram que sua matança de perto, conforme retratado nos relevos, não foi uma façanha impossível. Quando a espada é usada, parece provável que, como em tempos relativamente recentes, a técnica real era que "o matador de leões envolveu seu braço esquerdo em uma grande quantidade de fios de pelo de cabra ou tecido de tenda" e tentou o leão. para atacar isso, enquanto a espada na mão direita o despachava. Esta defesa acolchoada nunca é retratada. Mais frequentemente, o rei atira flechas no leão; se estes não conseguirem detê-lo e ele pular, os caçadores próximos ao rei usam suas lanças.
Um rei anterior, Assurnasirpal II (r. 883–859 a.C.), que erigiu outros relevos de caça ao leão em seu palácio em Ninrude cerca de 200 anos antes, vangloriou-se em inscrições de cerca de 865 a.C. que "os deuses Ninurta e Nergal, que amam meu sacerdócio, deu-me os animais selvagens das planícies, comandando-me para caçar. 30 elefantes eu prendi e matei; 257 grandes bois selvagens eu derrubei com minhas armas, atacando de minha carruagem; 370 grandes leões eu matei com lanças de caça". Assurnasirpal é mostrado atirando flechas em leões de sua carruagem, então talvez esta tenha sido uma caçada mais convencional em campo aberto, ou inclusive numa arena.
Nos relevos posteriores, leões capturados são soltos em um espaço fechado, formado por soldados formando uma parede de escudos. Alguns são mostrados sendo soltos de caixotes de madeira por um atendente em um caixote menor sentado em cima, que levanta um portão. Os leões às vezes podem ter sido criados em cativeiro. Assurnasirpal II, em uma inscrição vangloriando-se de seu zoológico, declarou:
Com meu coração feroz, capturei 15 leões das montanhas e florestas. Levei 50 filhotes de leão. Eu os reuni em Calú (Ninrude) e os palácios de minha terra em gaiolas. Criei seus filhotes em grande número."
Apesar da caça, os leões da Mesopotâmia sobreviveram no deserto, até 1918.

## Relevos do palácio
Há cerca de duas dúzias de conjuntos de cenas de caça ao leão em relevos de palácios assírios registrados, com a maioria dando ao assunto um tratamento muito mais breve do que aqui. Os palácios neoassírios foram extensivamente decorados com tais relevos, esculpidos em baixo-relevo em lajes que são principalmente de alabastro de gesso, que era abundante no norte do Iraque. Outros animais também foram mostrados sendo caçados, e o principal tema dos relevos narrativos foram as campanhas de guerra do rei que construiu o palácio. Outros relevos mostravam o rei, sua corte e "gênios alados" e divindades menores protetoras de lamassu.
A maioria dos relevos palacianos ocupava as paredes de grandes salões, com várias salas em sequência. Mas as cenas de caça ao leão no Palácio Norte vêm de mais de um espaço; principalmente de passagens relativamente estreitas, saindo das salas maiores. Eles não estão completos. Alguns também estavam originalmente no andar superior, embora tivessem caído abaixo do nível do solo no momento em que foram escavados. Sua configuração original não era, em termos de dimensões, muito diferente da forma como são exibidos hoje, embora o teto fosse mais alto. O mesmo palácio tem um relevo muito menos usual com um leão macho e uma fêmea relaxando em um exuberante jardim do palácio, a leoa cochilando, um "idílio sombrio" que talvez represente os animais de estimação do palácio, que sabemos que os leões às vezes eram.

## Cenas representadas

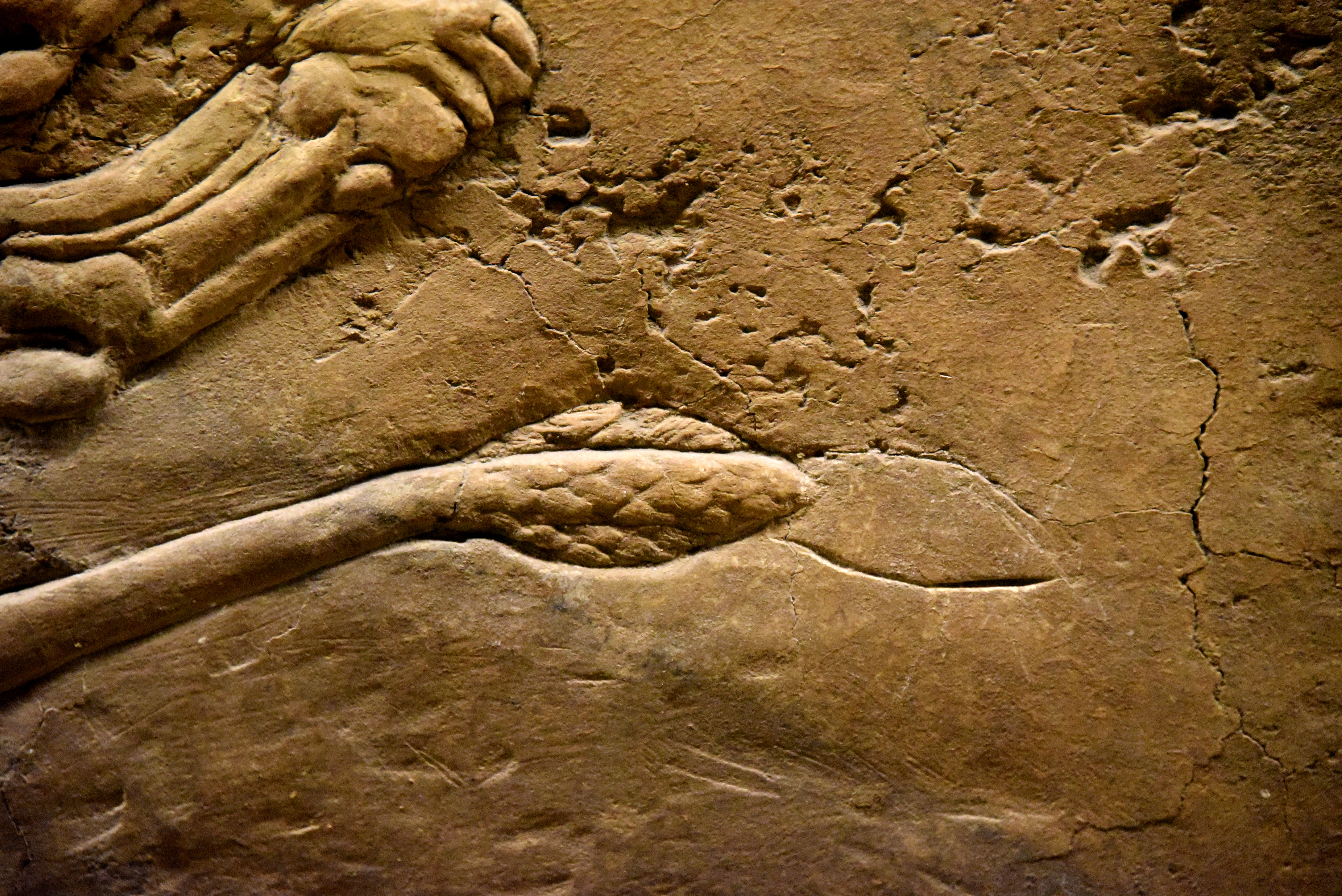
O tufo no final da cauda de um dos leões mortos foi mal colocado inicialmente pelo escultor. Seu contorno pode ser visto claramente.

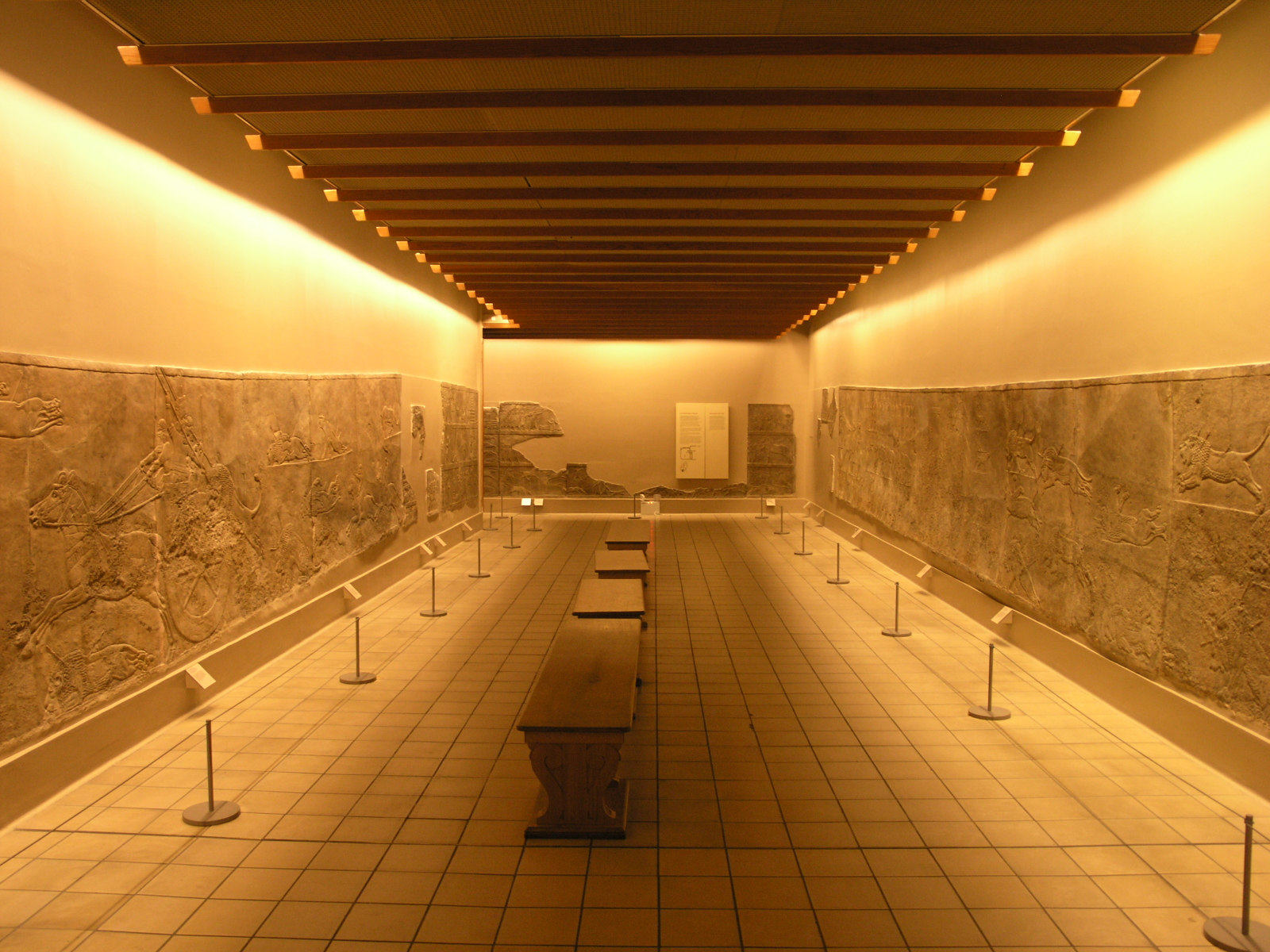
Sala 10a, Museu Britânico. À esquerda, as cenas de registro único mais bem preservadas, com as menores de registro triplo além.

Alguns dos relevos da caça ao leão ocupam toda a altura da laje; como a maioria dos relevos assírios narrativos, as cenas de campanhas militares do mesmo palácio são divididas principalmente em dois registros horizontais. Os relevos provenientes do piso superior apresentam cenas em três registos. As linhas de fundo são claramente indicadas, o que nem sempre é o caso, e de fato alguns leões recebem linhas de fundo individuais quando fazem parte de uma cena maior. Assim como os animais, retratados com "extraordinária sutileza de observação", a talha dos detalhes do traje do rei é especialmente refinada. Em um estágio final de sua execução, as caudas de quase todos os leões nos relevos de registro único foram encurtadas.
As cenas de registro único mostram três grandes cenas de um lado de um corredor. A arena dos escudos é mostrada, com uma multidão de pessoas subindo uma colina arborizada para ter uma boa visão ou fugindo dessa atividade perigosa. No topo da colina há uma pequena construção com uma cena que mostra o rei caçando leões. O rei se prepara em sua carruagem, os cavalos segurados por cavalariços. Caçadores com grandes cães mastins e lanças esperam dentro da arena por qualquer leão que se aproxime demais da parede de escudos. Na grande cena com o rei caçando em sua carruagem, um total de 18 leões é mostrado, a maioria mortos ou feridos. O outro lado do corredor tinha cenas semelhantes com a carruagem real em ação mostrada duas vezes.

Outro grupo de relevos, alguns originalmente localizados no andar superior e outros em uma pequena "câmara privada", são dispostos em três registros com uma faixa lisa entre eles, com as figuras bem menores. Algumas cenas se repetem, mas não exatamente, entre os dois grupos. Os leões libertados das jaulas atacando o rei a pé são daqui, e também o rei derramando uma libação nos corpos reunidos dos leões mortos. Alguns deste grupo estão em Paris, e outros foram registrados em desenhos, mas se perderam. Isso inclui cenas que mostram o rei caçando leões e outros animais selvagens; gazelas são espancadas em direção ao rei, escondidas em uma cova com arco e flecha. Em uma cena, o mesmo leão é mostrado três vezes juntos: saindo de sua jaula, avançando em direção ao rei e saltando sobre ele, algo como uma história em quadrinhos moderna.

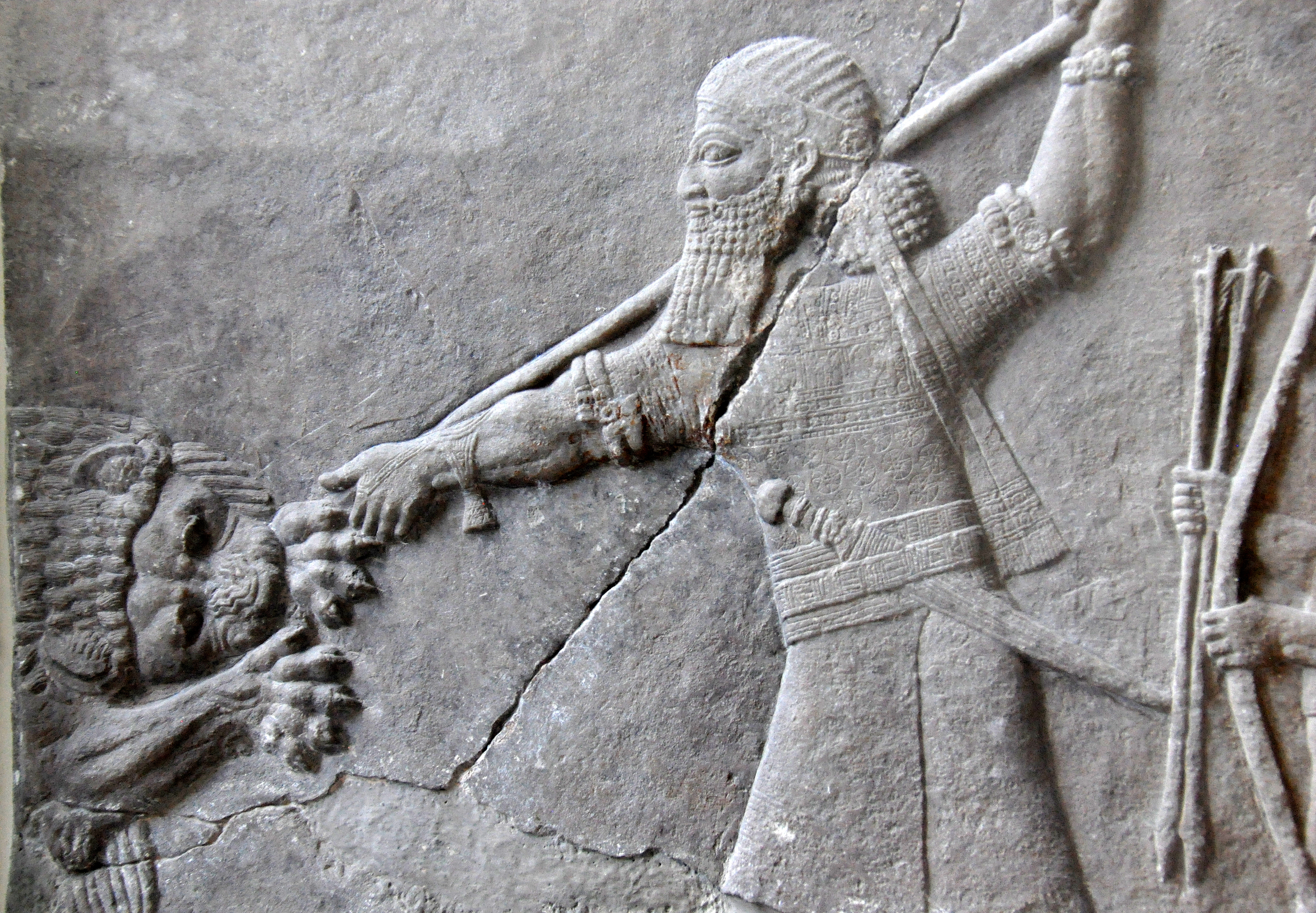
Assurbanípal caça um leão. Baixo-relevo de seu palácio norte em Nínive, Iraque. Desde o século VII a.C.. Museu de Pérgamo
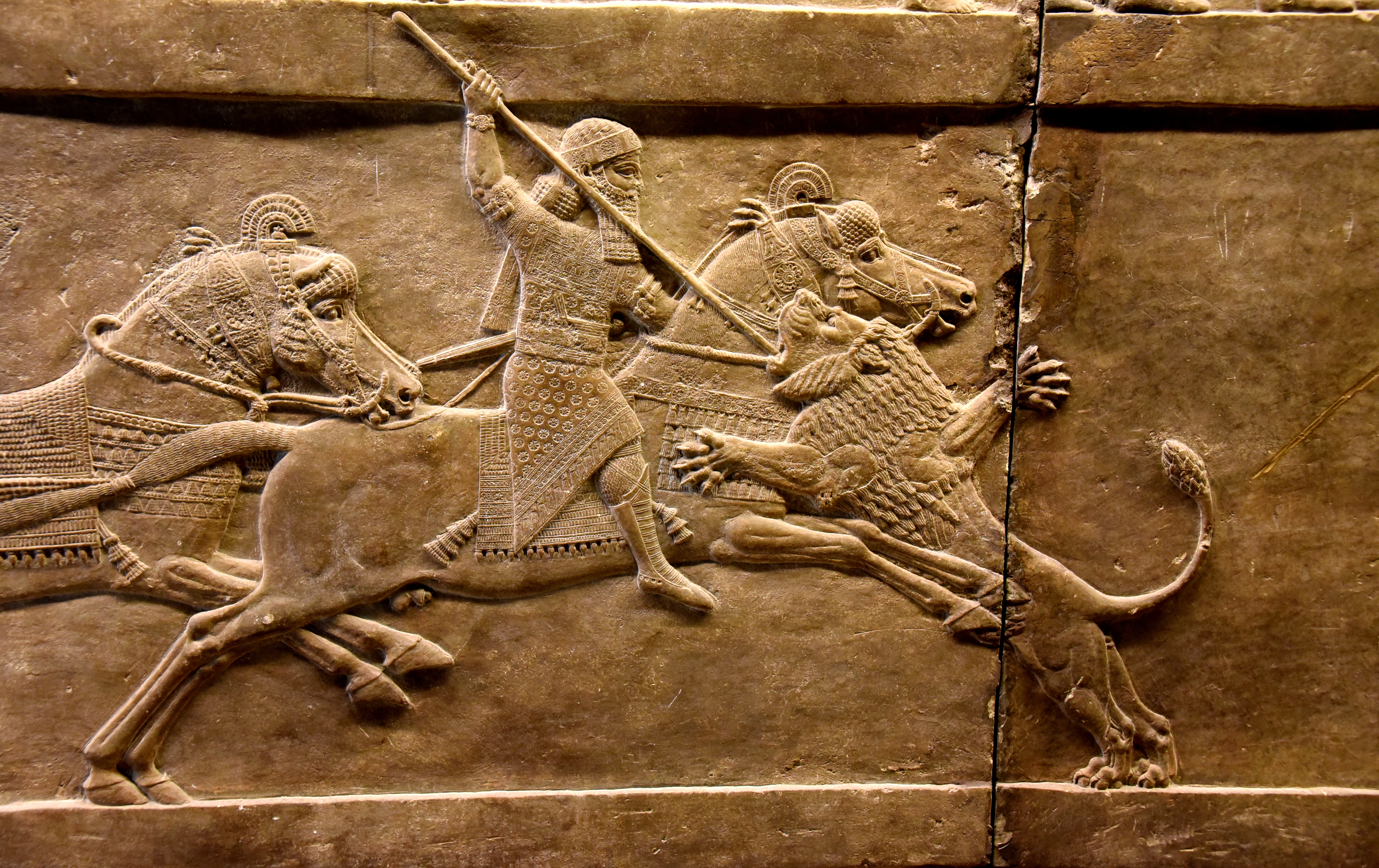
Assurbanípal em seu cavalo empurrando uma lança na cabeça de um leão
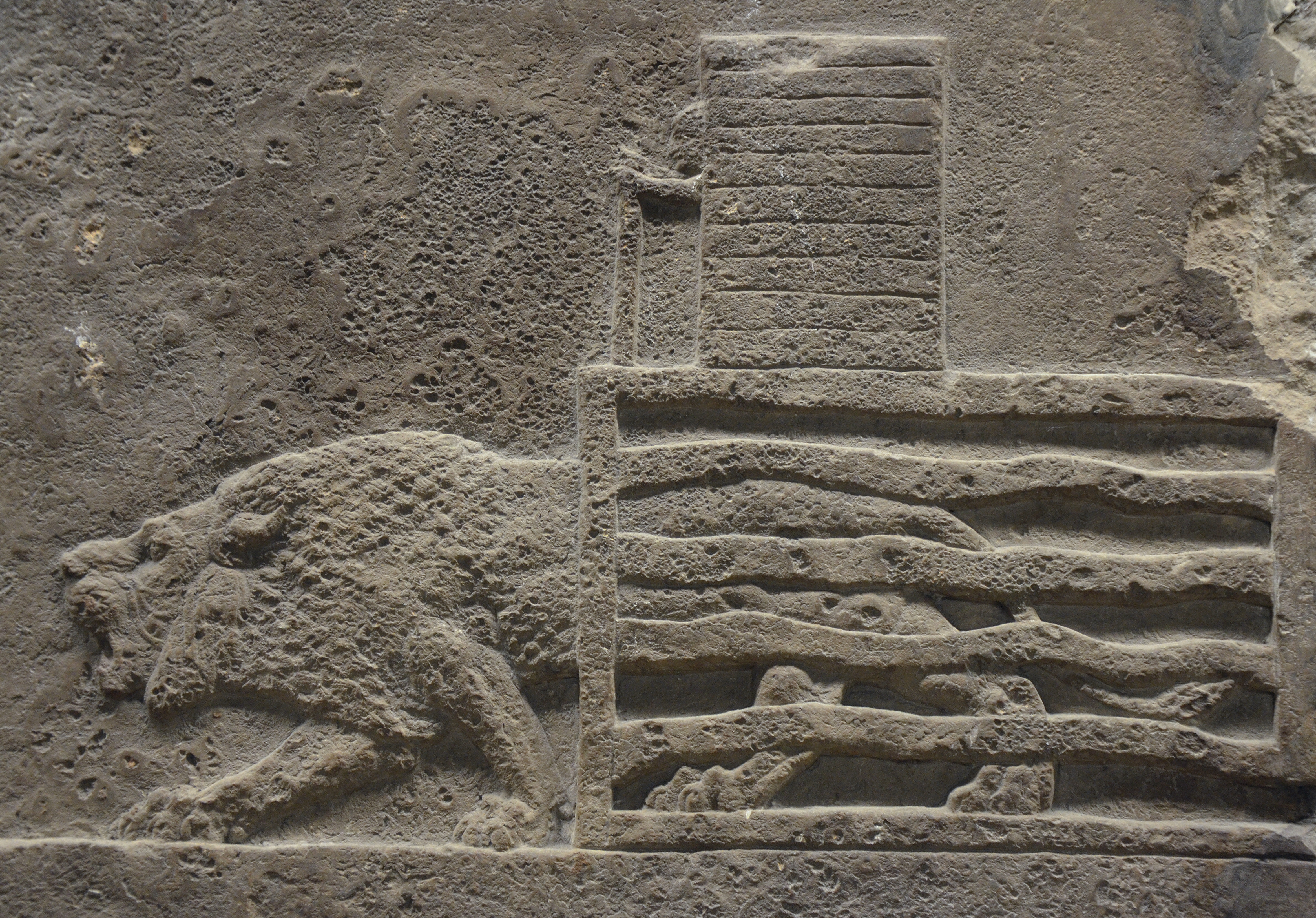
Um servo solta um leão de sua jaula
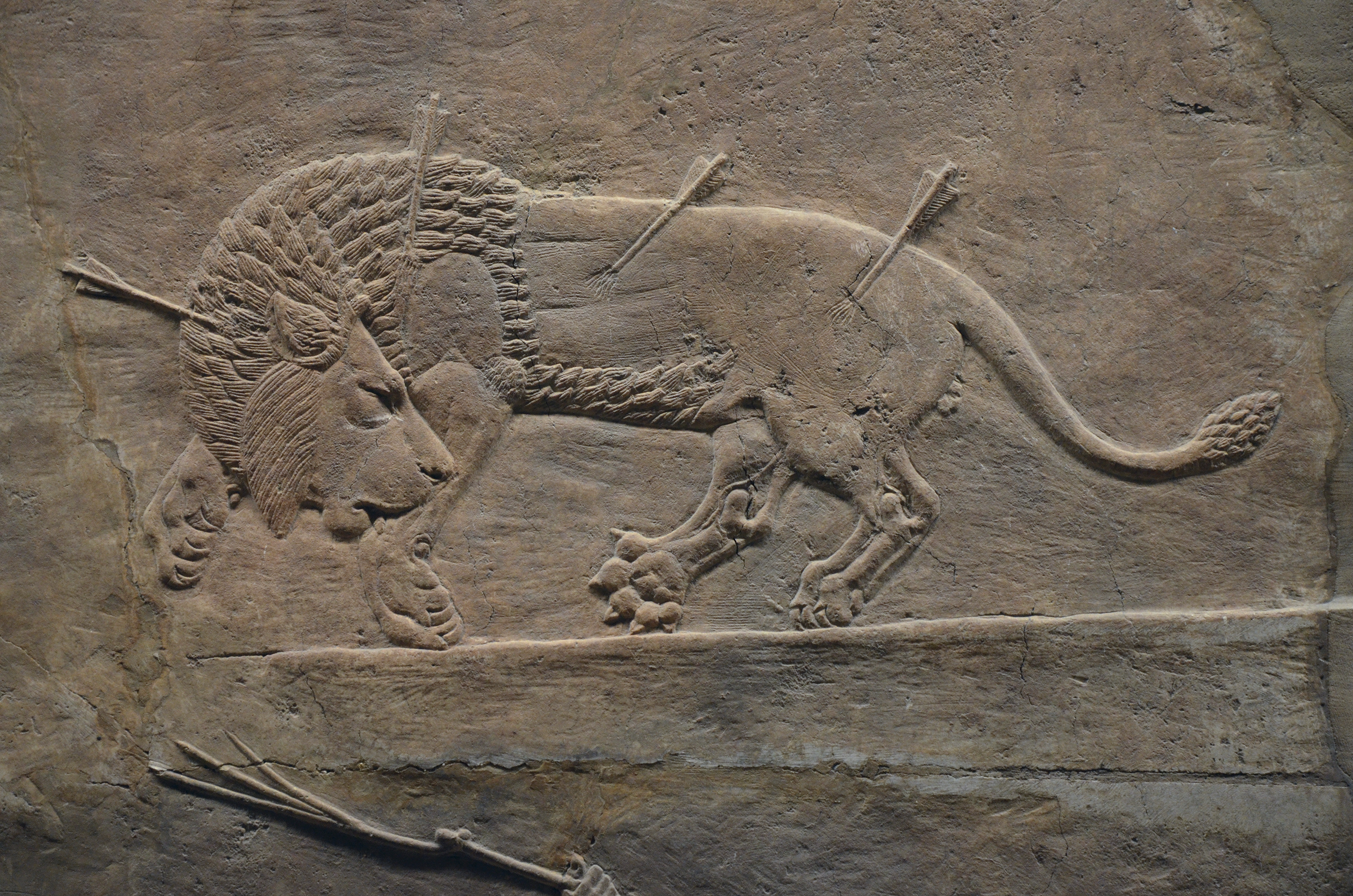
Leão ferido
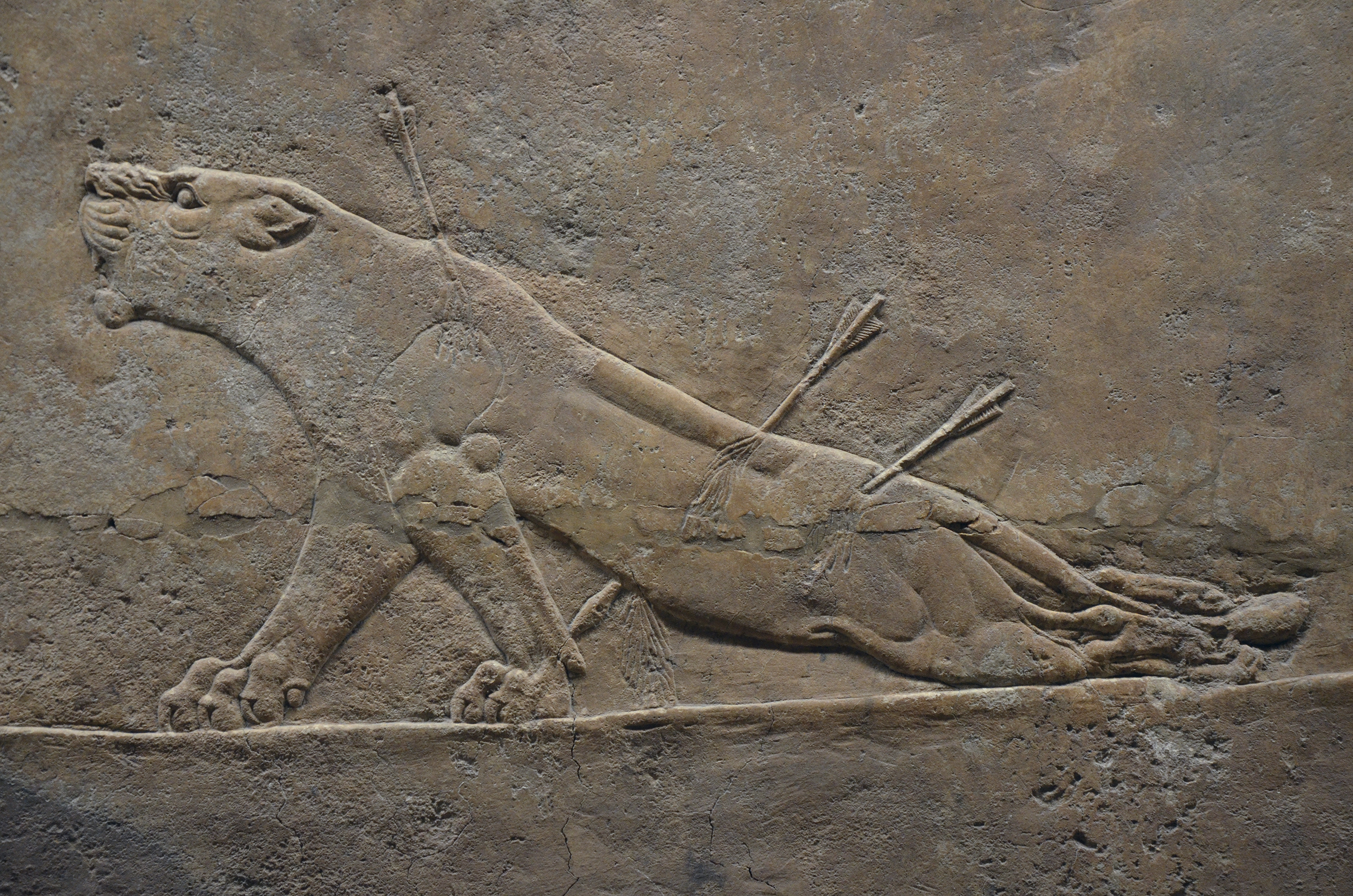
Leoa ferida
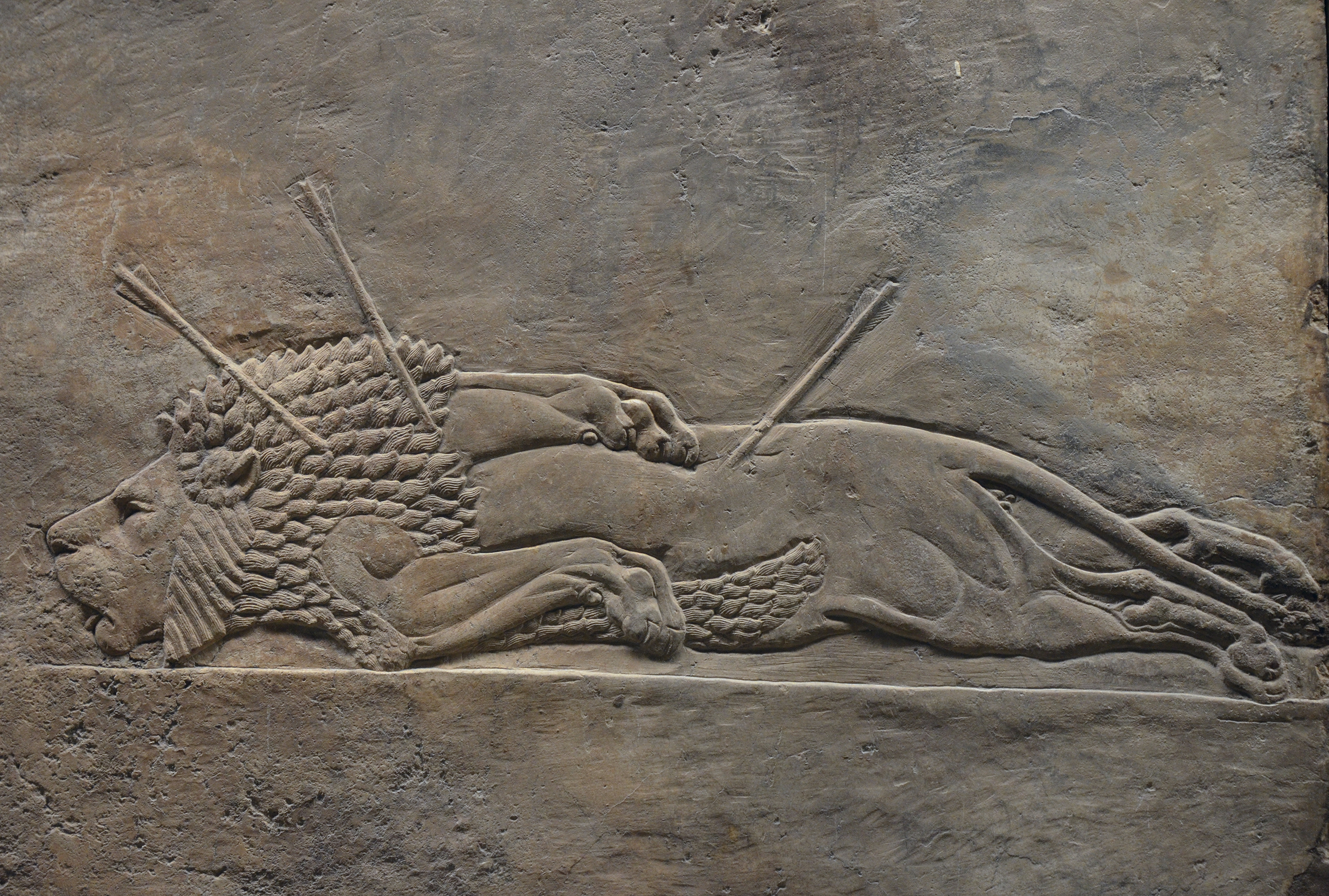
Leão morto
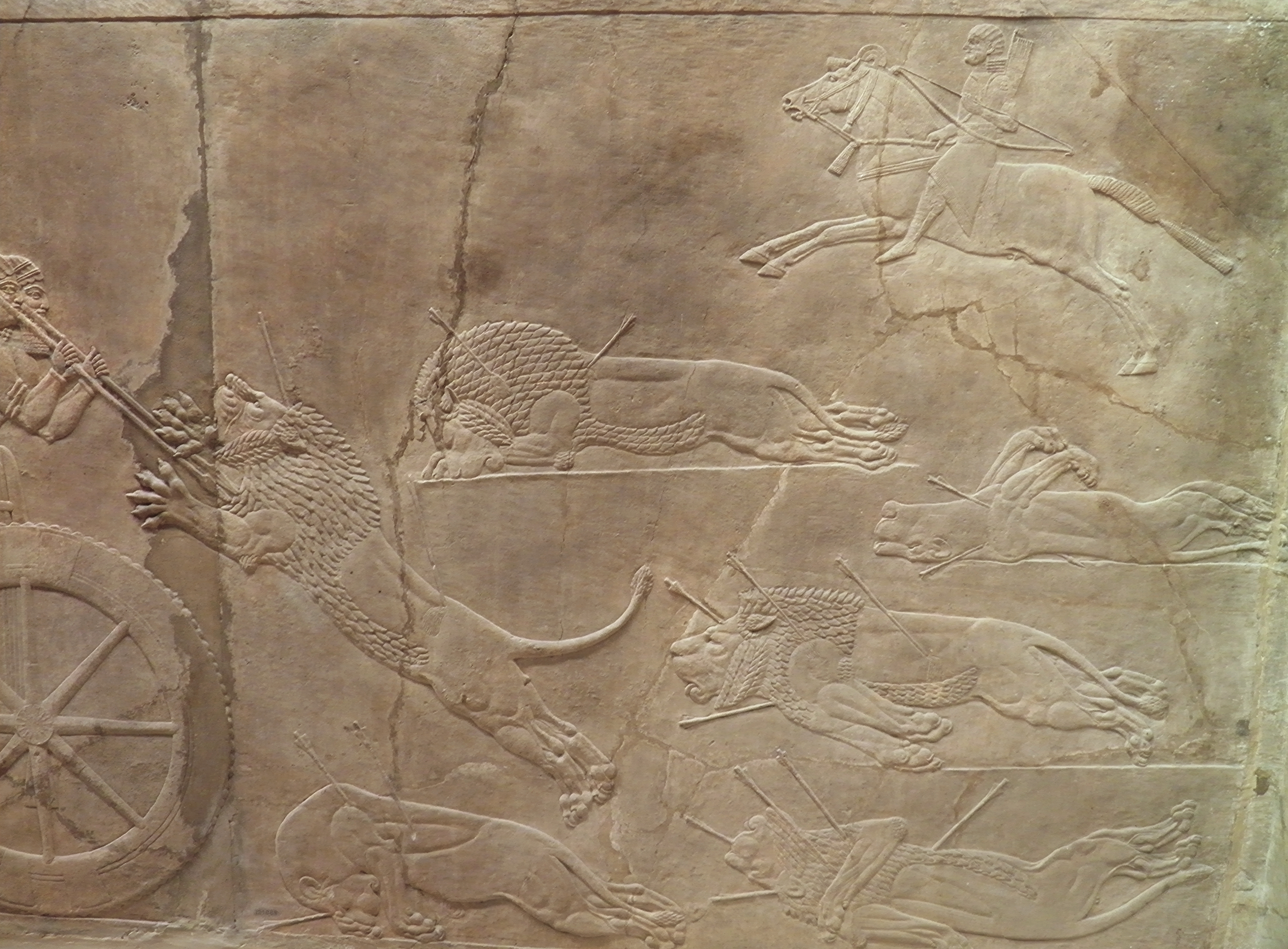
Leões atrás da carruagem do rei
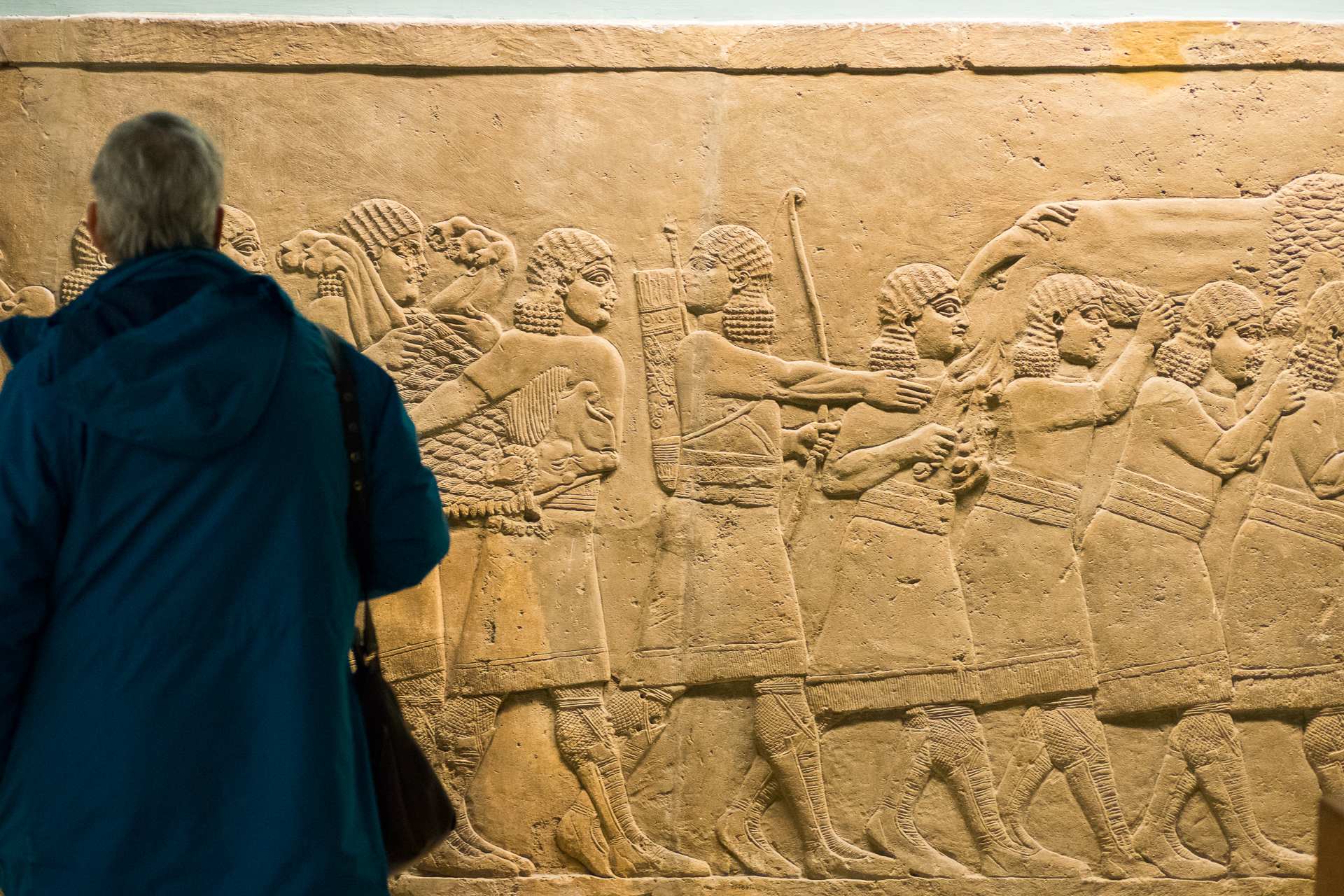
Caçadores levando leões mortos para longe
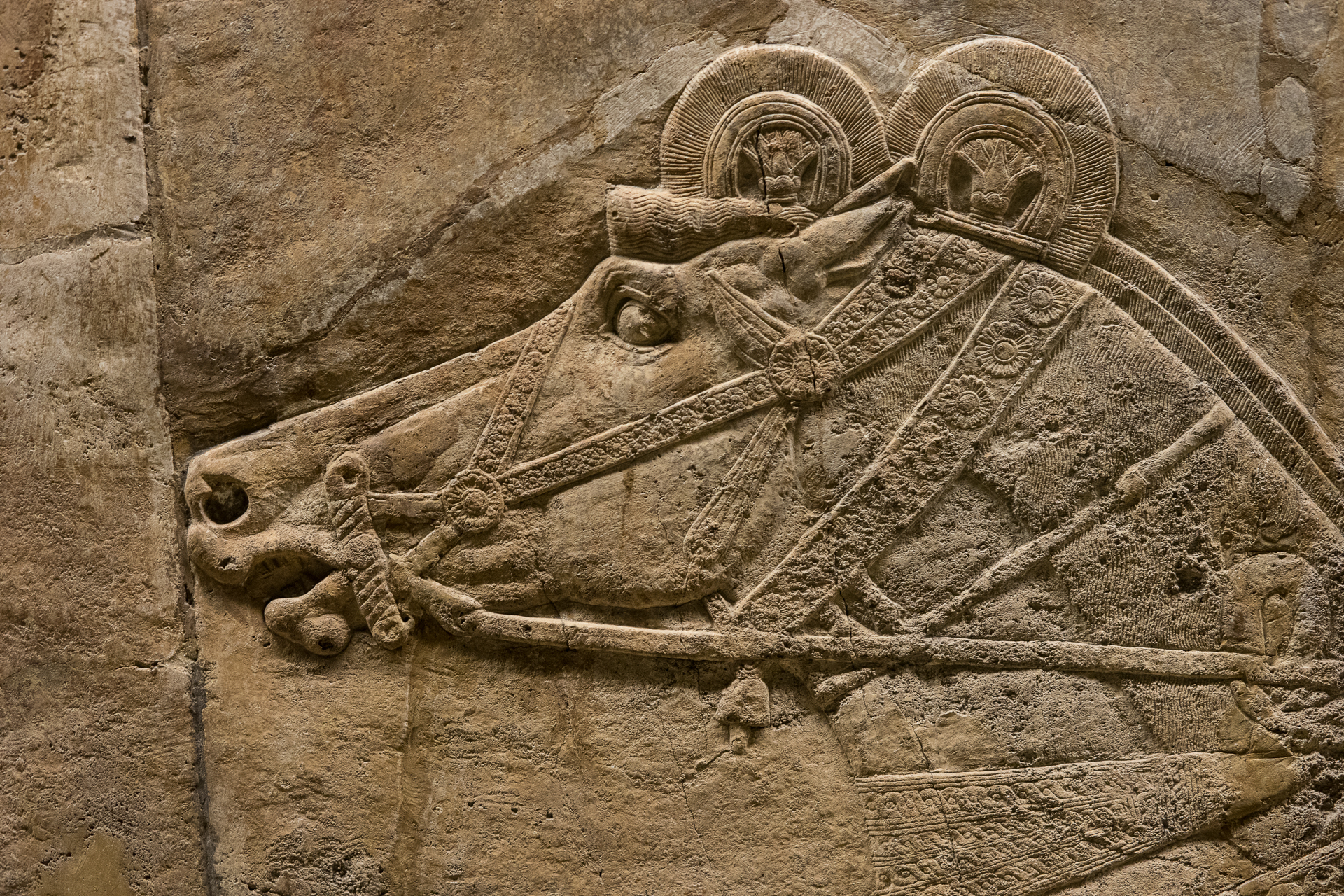
Cavalos de carruagem
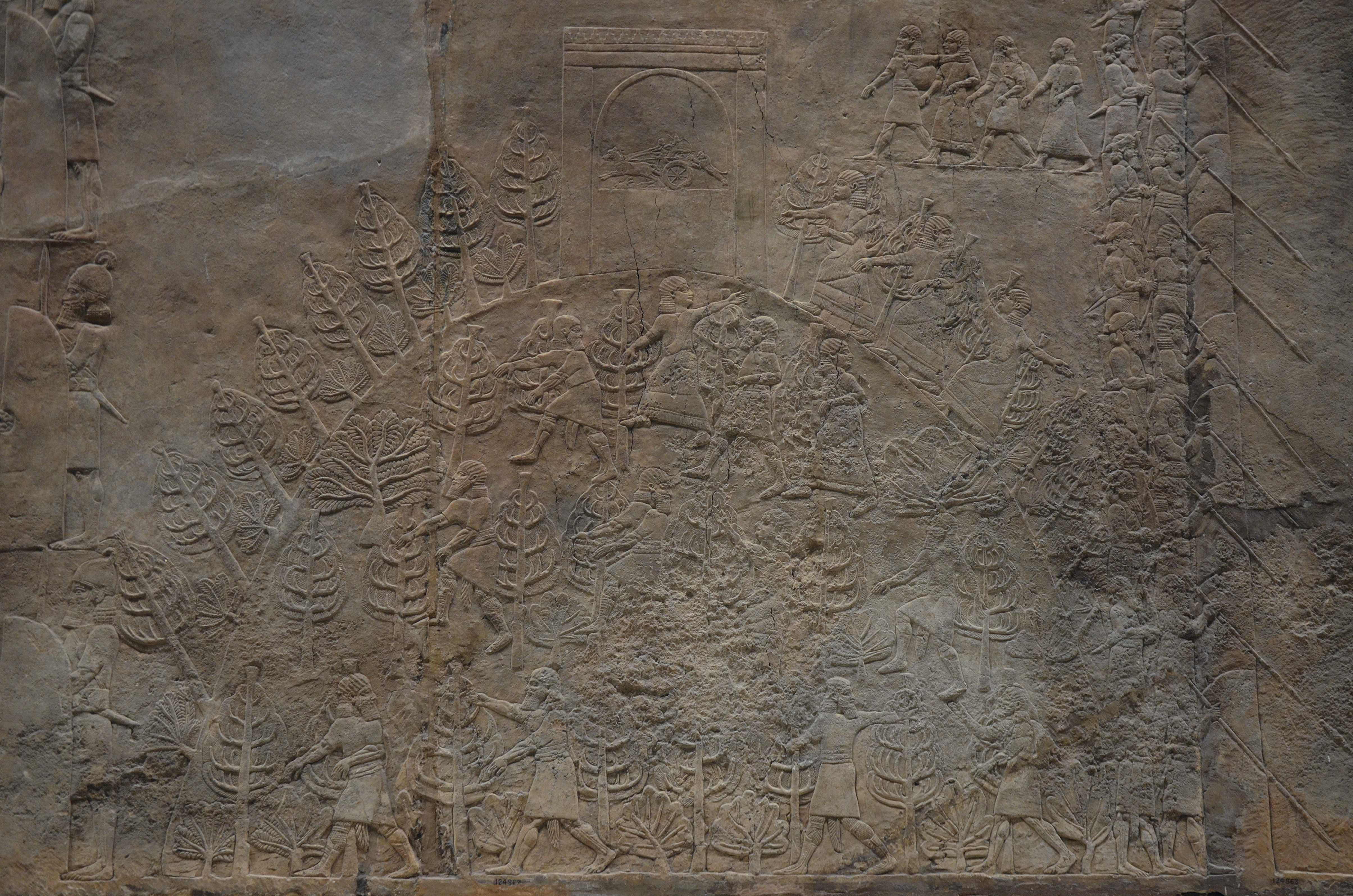
A colina arborizada, com a parede de escudos à direita